# Cofinaliteit
In de ordetheorie, een deelgebied van de wiskunde, is de cofinaliteit {\displaystyle \mathrm {cf} (A)} van een partieel geordende verzameling {\displaystyle A} de kleinste van de kardinaliteiten van de cofinale deelverzamelingen van {\displaystyle A.}
Een deelverzameling {\displaystyle B\subset A} heet cofinaal in {\displaystyle A,} als er bij iedere {\displaystyle a\in A} een element {\displaystyle b\in B} is met {\displaystyle a\leq b.}
Deze definitie van cofinaliteit steunt op het keuzeaxioma, omdat het gebruikmaakt van het feit dat iedere niet-lege verzameling van kardinaalgetallen een kleinste element heeft. De cofinaliteit van een partieel geordende verzameling {\displaystyle A} kan op alternatieve wijze  worden gedefinieerd als het kleinste ordinaalgetal {\displaystyle x,} waarvoor een functie van {\displaystyle x} naar {\displaystyle A} bestaat met cofinaal beeld. Deze tweede definitie is ook zinvol zonder een beroep op het keuzeaxioma te hoeven doen. Wanneer het keuzeaxioma wordt aangenomen, zijn de twee definities gelijkwaardig.
Voor een gerichte verzameling kan cofinaliteit op analoge wijze worden gedefinieerd. Het kan worden gebruikt om het begrip deelrij in  een net te veralgemenen.